# Coelioxys philippensis
Coelioxys philippensis är en biart som beskrevs av Charles Thomas Bingham 1895. Coelioxys philippensis ingår i släktet kägelbin, och familjen buksamlarbin. Inga underarter finns listade i Catalogue of Life.